# Eremophila tetraptera
Eremophila tetraptera là một loài thực vật có hoa trong họ Huyền sâm. Loài này được C.T.White mô tả khoa học đầu tiên năm (1944)].